# Diocesi di Kpalimé
La diocesi di Kpalimé (in latino Dioecesis Kpalimensis) è una sede della Chiesa cattolica in Togo suffraganea dell'arcidiocesi di Lomé. Nel 2021 contava 370.290 battezzati su 850.702 abitanti. È retta dal vescovo Benoît Comlan Messan Alowonou.

## Territorio
La diocesi comprende le prefetture di Kloto, Agou, Danyi, Haho e Moyen-Mono nella Regione degli Altopiani in Togo.
Sede vescovile è la città di Kpalimé, dove si trova la cattedrale dello Spirito Santo.
Il territorio è suddiviso in 60 parrocchie.

## Storia
La diocesi è stata eretta il 1º luglio 1994 con la bolla Supremo in Ecclesia di papa Giovanni Paolo II, ricavandone il territorio dall'arcidiocesi di Lomé.

## Cronotassi dei vescovi
Si omettono i periodi di sede vacante non superiori ai 2 anni o non storicamente accertati.
- Pierre Koffi Seshie † (1º luglio 1994 - 25 aprile 2000 deceduto)
- Benoît Comlan Messan Alowonou, dal 4 luglio 2001

## Statistiche
La diocesi nel 2021 su una popolazione di 850.702 persone contava 370.290 battezzati, corrispondenti al 43,5% del totale.
| anno | popolazione | popolazione | popolazione | presbiteri | presbiteri | presbiteri | presbiteri                | diaconi | religiosi | religiosi | parrocchie |
| anno | battezzati  | totale      | %           | numero     | secolari   | regolari   | battezzati per presbitero | diaconi | uomini    | donne     | parrocchie |
| ---- | ----------- | ----------- | ----------- | ---------- | ---------- | ---------- | ------------------------- | ------- | --------- | --------- | ---------- |
| 1999 | 242.754     | 650.754     | 37,3        | 39         | 31         | 8          | 6.224                     |         | 29        | 61        | 19         |
| 2000 | 248.150     | 671.305     | 37,0        | 50         | 42         | 8          | 4.963                     |         | 31        | 67        | 20         |
| 2001 | 253.450     | 678.335     | 37,4        | 53         | 42         | 11         | 4.782                     |         | 35        | 71        | 20         |
| 2002 | 260.470     | 708.720     | 36,8        | 52         | 43         | 9          | 5.009                     |         | 36        | 88        | 21         |
| 2003 | 265.750     | 712.530     | 37,3        | 62         | 50         | 12         | 4.286                     |         | 38        | 86        | 25         |
| 2004 | 295.420     | 715.650     | 41,3        | 70         | 56         | 14         | 4.220                     |         | 41        | 98        | 26         |
| 2007 | 361.000     | 840.000     | 43,0        | 85         | 72         | 13         | 4.247                     | 3       | 47        | 119       | 33         |
| 2013 | 402.000     | 922.000     | 43,6        | 105        | 88         | 17         | 3.828                     |         | 58        | 111       | 39         |
| 2016 | 413.500     | 973.500     | 42,5        | 112        | 96         | 16         | 3.691                     |         | 62        | 135       | 43         |
| 2019 | 436.200     | 1.005.500   | 43,4        | 136        | 115        | 21         | 3.207                     |         | 62        | 141       | 52         |
| 2021 | 370.290     | 850.702     | 43,5        | 158        | 137        | 21         | 2.343                     |         | 71        | 93        | 60         |